# Campo de silos de la Edad del Bronce "La Villeta"
El campo de silos de La Villeta es un yacimiento arqueológico de la Edad del Bronce que se localiza en la parte suroeste del término municipal de Ciudad Real, España, en una zona llana situada a 634-635 metros de altitud.

### La Villeta I
La Villeta I fue un yacimiento descubierto en el año 2004 mientras se realizaba el decapado superficial para la urbanización del vial 4 del aeropuerto de Ciudad Real. La aparición de estructuras y materiales cerámicos motivó la realización de una excavación de urgencia dirigida por el Dr. Luis Benítez de Lugo, profesor de la Universidad Complutense de Madrid, quien, poco después, publicaría los resultados. Tras la finalización de estos trabajos las obras continuaron, por lo que actualmente no queda nada del tramo excavado.

#### Descripción
Se documentaron 19 fosas o estructuras siliformes. Todas eran de planta circular con sección de forma cilíndrica o de artesa. Aunque su profundidad varía de unas a otras, presentaban un mismo patrón estratigráfico, salvo excepciones puntuales. El nivel 1 estaba constituido por tierra vegetal bastante compacta, mezclada con roca caliza, una potencia de entre 5 y 15 cm y escaso material. El nivel 2 estaba compuesto por una capa compacta de caliza integrada por nódulos mezclados con tierra orgánica, conformando una especie de argamasa que pudo funcionar como sello para preservar el contenido; era estéril. El nivel 3 lo formaba tierra suelta de textura arcillosa y color marrón intenso, con nódulos de caliza y material arqueológico.

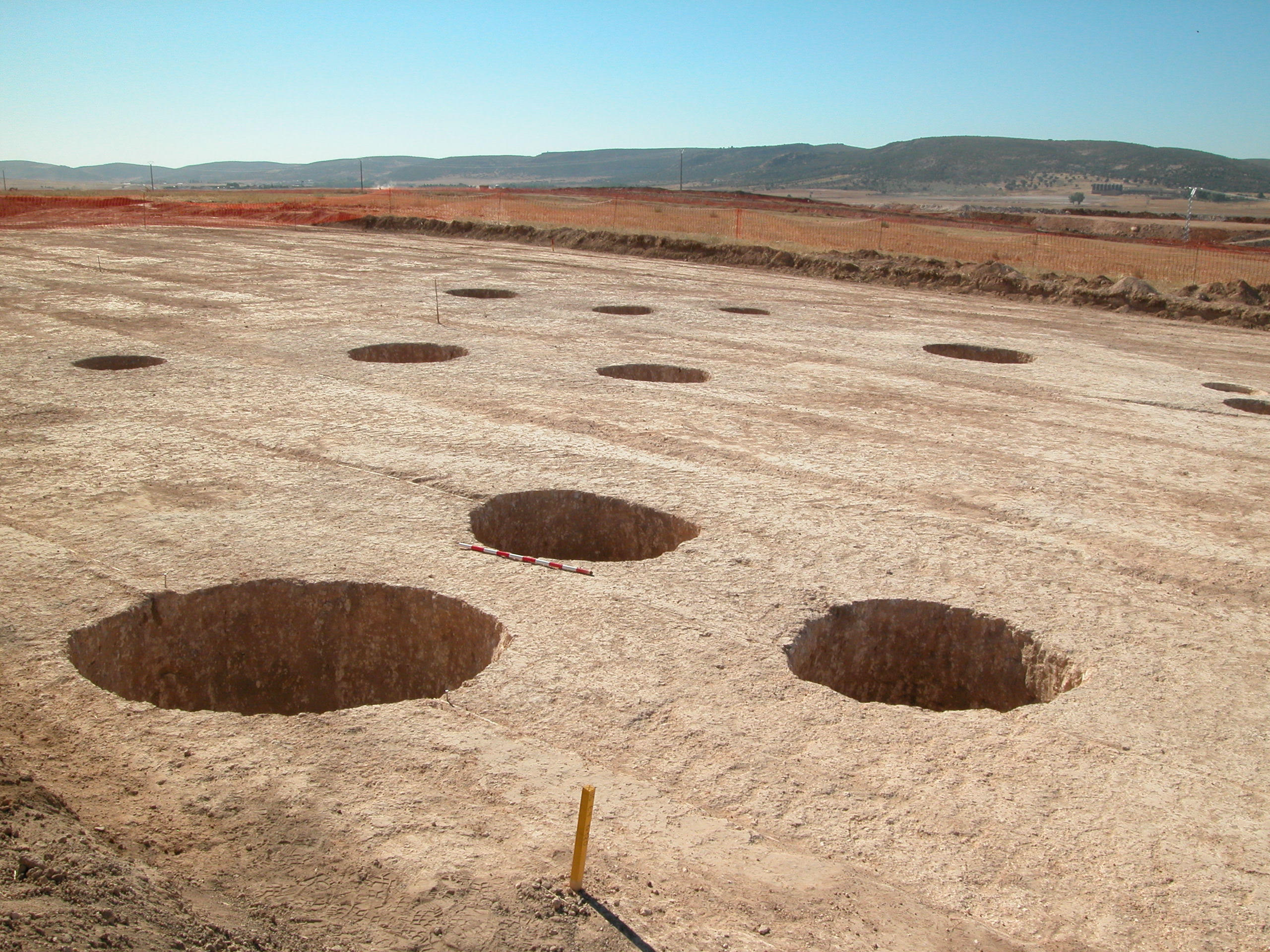
Campo de silos de La Villeta, (Ciudad Real)

Sólo dos de estas estructuras no contenían ningún tipo de restos. En los demás la cerámica era el elemento predominante. Se hallaba muy fragmentada, pudiendo destacar del conjunto grandes vasijas de almacenamiento, una quesera, cuencos, cazuelas, algunas de ellas carenadas, fragmentos bruñidos y bordes con digitaciones o incisiones. El material lítico aparece en 10 de las 19 fosas.
Todos los objetos parecen estar relacionado con labores agrícolas: molinos de mano, machacadores, alisadores y lascas de cuarcita; denticulados y láminas de sílex. Las piezas metálicas son mucho más escasas y se reducen a tres objetos de bronce, dos de ello indeterminados; el tercero corresponde a un puñal con dos remaches y placa de enmangue plano, similar a los hallados en yacimientos de la Edad del Bronce.
En el Informe también se señala la presencia de un posible crisol cerámico. Con posterioridad a la excavación se realizaron numerosos análisis: de carbohidratos, carbonatos, P.H. y fosfatos. Los resultados de los mismos, unidos al estudio del material ofrecen, según su excavador, una visión agrícola y cerealística de las estructuras, de lo que se desprende que eran silos de almacenamiento.
Además, la escasa presencia de fauna, especialmente microfauna y restos malacológicos, indicaría que se amortizaron de manera rápida e intencional. Por otra parte, los resultados de los análisis de fosfatos demostraron que ésta no era una zona de hábitat.

### La Villeta II
El yacimiento de La Villeta II Se encuentra a unos 1500 m al norte del anterior, en una zona llana de 628 metros de altitud, ubicada en el paraje conocido como La Vana.
Fue descubierto y excavado en el año 2008 por un equipo de arqueólogos también dirigido por Luis Benítez de Lugo, mientras se ejecutaba la urbanización del polígono industrial ‘fase 2’ y el acceso ferroviario al aeropuerto. Como ocurriera en el caso de la Villeta I, una vez excavados los silos, las obras continuaron.

#### Descripción
Se documentaron 11 silos en una superficie de 20 m2. A la hora de analizar la sección y profundidad de las fosas debemos tener en cuenta que cuando se descubrieron ya se había hecho un decapado de la superficie entre 30 y 50 cm.
En su interior se documentó un nivel de tierra con escasos fragmentos de cerámica a mano, tres de los cuales eran bordes, de cocción reductora y desgrasantes gruesos.
El tipo de economía que se desprende de estos materiales es una economía agropecuaria, con un mayor peso de la agricultura que de la ganadería y con presencia de pesca y de cierto comercio.
Por otra parte, es muy probable que la mayoría de la cerámica fuera de elaboración local, como pone de manifiesto el uso de desgargantes volcánicos muy abundante en estas tierras y que también fue utilizada para la fabricación de molinos. La presencia de una quesera en la Villeta I indica que ya elaboraban queso y el posible crisol de fundición de este mismo yacimiento muestra la existencia de cierta actividad metalúrgica.